# Katharina Oguntoye
Katharina Oguntoye (Zwickau, Alemanha Oriental, janeiro de 1959) é uma escritora, historiadora, ativista e poetisa alemã com ascendência africana. Ela fundou a associação intercultural sem fins lucrativos Joliba e.V. na Alemanha e é conhecida por coeditar o livro Farbe bekennen com May Ayim (então May Opitz) e Dagmar Schultz. Oguntoye também desempenhou um papel fundamental no movimento afro-alemão, além de realizar pesquisas e reconstruir narrativas de alemães negros no período da Alemanha Nazista.

## Biografia
Katharina Oguntoye cresceu nas cidades de Leipzig eHeidelberg na Alemanha, e passou alguns momentos de sua vida na Nigéria. De acordo com declarações de Oguntoye, sua mãe, branca, conheceu seu pai, nigeriano, na Universidade de Leipzig, onde ele estava estudando com o auxílio de uma bolsa de estudos da República Democrática Alemã. O pai de Oguntoye retornou à Nigéria em 1965 para assumir uma cátedra, ela, sua mãe e seu irmão mais novo se juntaram a ele um ano depois e passaram a morar no campus da universidade. Lá, Oguntoye conheceu o lado paterno da família. Dois anos depois, em 1967, a Guerra do Biafra iniciou, então Oguntoye retornou com sua mãe para a cidade natal de sua tia, Heidelberg, na Alemanha, enquanto o irmão de Oguntoye ficou com seu pai.
Oguntoye descreve sua juventude em Heidelberg como difícil, destacando a pouca quantidade de afrodescendentes moradores na cidade. Sua passagem anterior pela Nigéria foi essencial para que ela distinguisse as atribuições externas das suas próprias imagens. Ao mesmo tempo, Oguntoye começou a se engajar politicamente no emergente movimento ambientalista e, mais tarde, no movimento feminista.
Katharina Oguntoye mudou-se para Berlim em 1982 para obter seu Abitur, isto é, o diploma do ensino médio na Alemanha que qualifica estudantes para a universidade, na Escola Kreuzberg para Educação de Adultos. Apesar de ser a única negra em sua turma, ela afirma que o ambiente de uma escola que oferecia aspectos autodidatas lhe deu a oportunidade de se empoderar e se tornar visível em discussões com outras mulheres. Foi também nessa época que ela se assumiu como lésbica.
Ela se encontra em união civil com a autora e tradutora Carolyn Gammon.

### Trabalho e carreira
Em 1984, Oguntoye participou de seminários da poetisa e ativista americana Audre Lorde, que, entre outras coisas, era professora visitante na Freie Universität Berlin. Lorde recebeu a oferta de publicar um livro pela Orlanda Publishing, mas, em vez disso, pediu a May Ayim, então com 22 anos, e Oguntoye, com 24, que publicassem uma obra sobre e para afro-alemães na Alemanha: Stellt euch einander und der Welt vor (em tradução livre: Apresentem-se uns aos outros e ao mundo). Em 1986, Farbe bekennen (em tradução livre: Mostrando nossas cores) foi publicado por Oguntoye, Ayim e Dagmar Schultz . 
Farbe Bekennen foi o primeiro livro a descrever os problemas racistas encontrados no cotidiano de afro-alemães na Alemanha. O livro é considerado um dos motivos da politização do movimento afro-alemão. Pela primeira vez, os negros na Alemanha entraram em contato uns com os outros e exibiram um interesse pela política. Em uma entrevista de 2019 para a L-Mag, Oguntoye lembra: “Assumir como alemãs negras fez com que as feministas brancas refletissem mais e percebessem: esses são privilégios. As alemãs brancas tinham o 'cartão de privilégios': direito ao trabalho, direito de se estabelecer, liberdade de movimento. Nós, como afro-alemãs, temos esses direitos até certo ponto com nossos passaportes alemães, mas eles nos são continuamente negados.”

### Engajamento político
Oguntoye foi cofundadora da iniciativa de negros na Alemanha Initiative Schwarze Menschen in Deutschland (ISD)  e do grupo de mulheres afro-alemãs ADEFRA. Ela também fundou a rede intercultural Joliba e.V. em 1997, que oferece, sobretudo, serviços a famílias de ascendência africana, afro-alemã e afro-americana, além de festivais infantis, grupos de pais e filhos, exposições, leituras e seminários. Oguntoye justifica sua motivação para seu engajamento, acima de tudo, através do fato de que os negros na Alemanha continuam sendo invisíveis e não têm direitos iguais.
"Acho que a gente não se deu conta de que a época nazista da Alemanha durou só 12 anos, e o que esse tempo pode fazer com uma sociedade e o que pode acontecer nele. Não é preciso 50 ou 100 anos", comenta. Sob o contexto da Alemanha Nazista, Oguntoye segue no ramo de pesquisa de recolher narrativas de resistência da população alemã negra durante esse período, auxiliando na construção de histórias como a da compositora Fasia Jansen, do ator Theodor Wonja Michael e da jornalista Hans Massaquoi.
Oguntoye propõe que as contribuições negras deveriam ser abordados nos currículos escolares

### Prêmios
Prêmio de Visibilidade Lésbica no Estado de Berlim de 2020.

### Publicações selecionadas
- 1986: Farbe Bekennen. Afro-deutsche auf den Spuren ihre Geschichte [14]
- 1992: Showing Our Colors: Afro-German Women Speak Out.[15]
- 1997: Eine afro-deutsche Geschichte: Zur Lebenssituation von Afrikanern und Afro-Deutschen in Deutschland von 1884 bis 1950.[16]